# Юрг Штудер
Юрг Штудер (нім. Jürg Studer, нар. 8 вересня 1966, Рюттенен) — швейцарський футболіст, що грав на позиції захисника за низку швейцарських клубних команд, а також національну збірну Швейцарії.

## Клубна кар'єра
У дорослому футболі дебютував 1984 року виступами за команду клубу «Золотурн», в якій провів два сезони.
Своєю грою за цю команду привернув увагу представників тренерського штабу клубу «Цюрих», до складу якого приєднався 1986 року. Відіграв за команду з Цюриха наступні три сезони своєї ігрової кар'єри. Більшість часу, проведеного у складі «Цюриха», був основним гравцем захисту команди.
Протягом 1989—1990 років захищав кольори команди клубу «Аарау».
1990 року уклав контракт з клубом «Лозанна», у складі якого провів наступні три роки своєї кар'єри гравця.  Граючи у складі «Лозанни» також здебільшого виходив на поле в основному складі команди.
З 1993 року знову, цього разу чотири сезони захищав кольори «Цюриха».  Тренерським штабом нового клубу знову розглядався як гравець «основи».
Протягом 1997—1999 років грав за «Янг Бойз».
Завершив професійну ігрову кар'єру у клубі «Золотурн», у складі якого й починав виступи на полі. Прийшов до команди 1999 року, захищав її кольори до припинення виступів на професійному рівні у 2001.

## Виступи за збірну
1992 року дебютував в офіційних матчах у складі національної збірної Швейцарії. Протягом кар'єри у національній команді, яка тривала 3 роки, провів у її формі 6 матчів.
У складі збірної був учасником чемпіонату світу 1994 року у США, на якому виходив на поле в одній грі, програному з рахунком 0:3 матчі 1/8 фіналу проти іспанців.